# Сен-Крепен-д’Оберош
Сен-Крепе́н-д’Оберо́ш (фр. Saint-Crépin-d'Auberoche) — коммуна во Франции, находится в регионе Аквитания. Департамент — Дордонь. Входит в состав кантона Иль-Мануар. Округ коммуны — Перигё.
Код INSEE коммуны — 24390.

## География

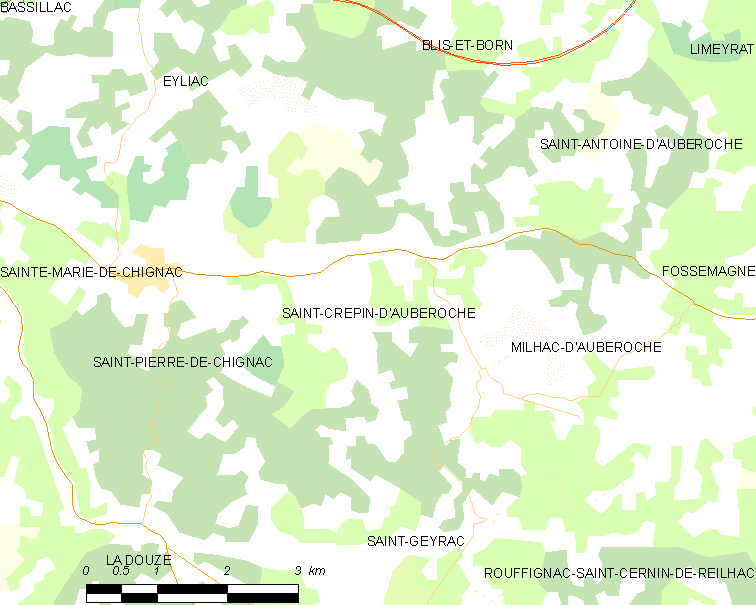
Карта коммуны

Коммуна расположена приблизительно в 430 км к югу от Парижа, в 120 км восточнее Бордо, в 16 км к юго-востоку от Перигё.
По территории коммуны протекает река Мануар.

### Климат
Климат умеренный океанический со средним уровнем осадков, которые выпадают преимущественно зимой. Лето здесь долгое и тёплое, однако также довольно влажное, здесь не бывает регулярных периодов летней засухи. Средняя температура января — 5 °C, июля — 18 °C. Изредка вследствие стечения неблагоприятных погодных условий может наблюдаться непродолжительная засуха или случаются поздние заморозки. Климат меняется очень часто, как в течение сезона, так и год от года.

## Население
Население коммуны на 2010 год составляло 294 человека.
| 1962 | 1968 | 1975 | 1982 | 1990 | 1999 | 2010 |
| ---- | ---- | ---- | ---- | ---- | ---- | ---- |
| 246  | 191  | 175  | 237  | 229  | 227  | 294  |

## Администрация
| Период | Период | Фамилия      | Партия       | Примечания                |
| ------ | ------ | ------------ | ------------ | ------------------------- |
| 1995   | 2020   | Кловис Талле | беспартийный | территориальный инспектор |

## Экономика
В 2010 году среди 179 человек трудоспособного возраста (15-64 лет) 124 были экономически активными, 55 — неактивными (показатель активности — 69,3 %, в 1999 году было 62,8 %). Из 124 активных жителей работали 119 человек (68 мужчин и 51 женщина), безработных было 5 (3 мужчин и 2 женщины). Среди 55 неактивных 11 человек были учениками или студентами, 28 — пенсионерами, 16 были неактивными по другим причинам.

## Фотогалерея

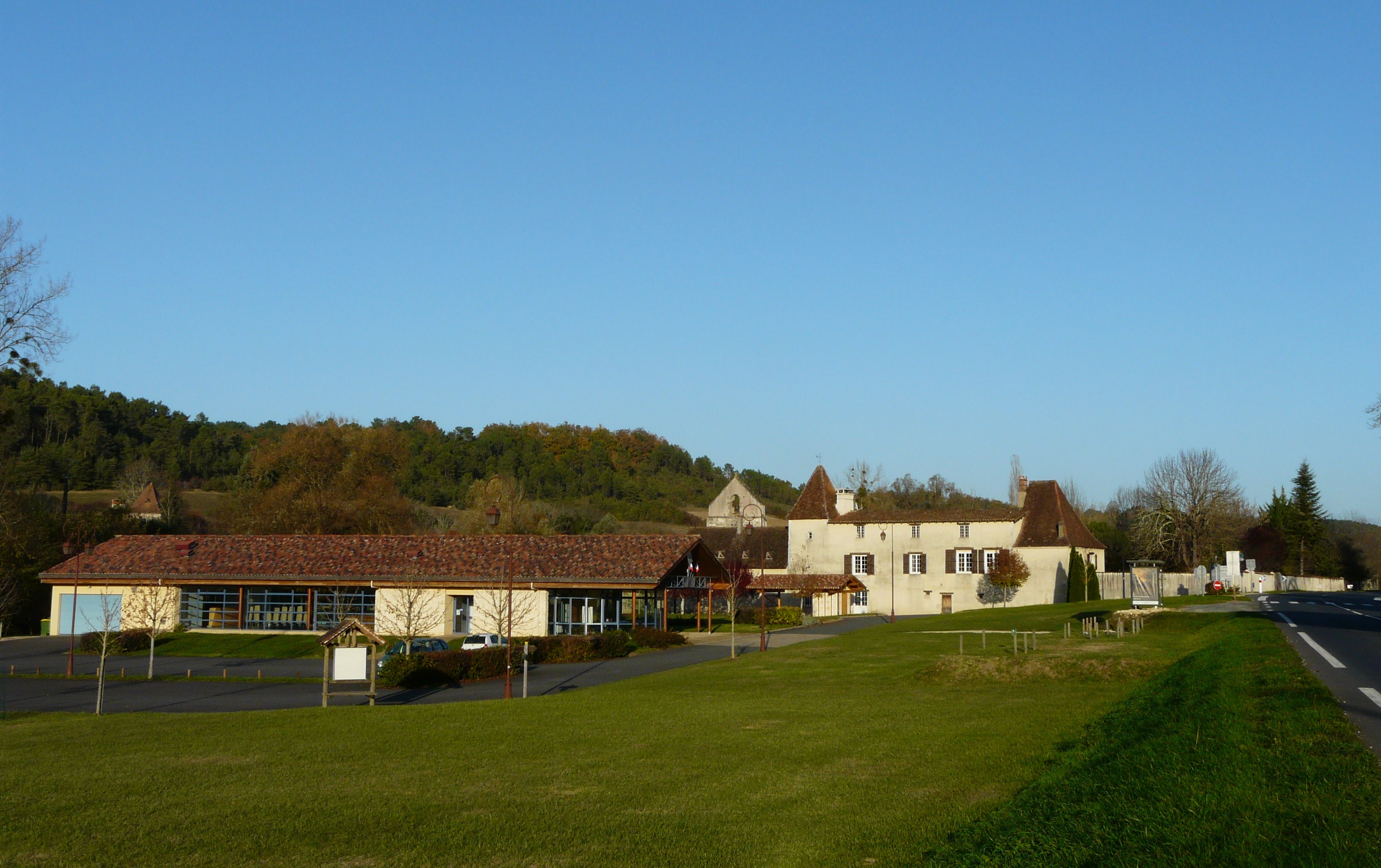
Сен-Крепен-д’Оберош
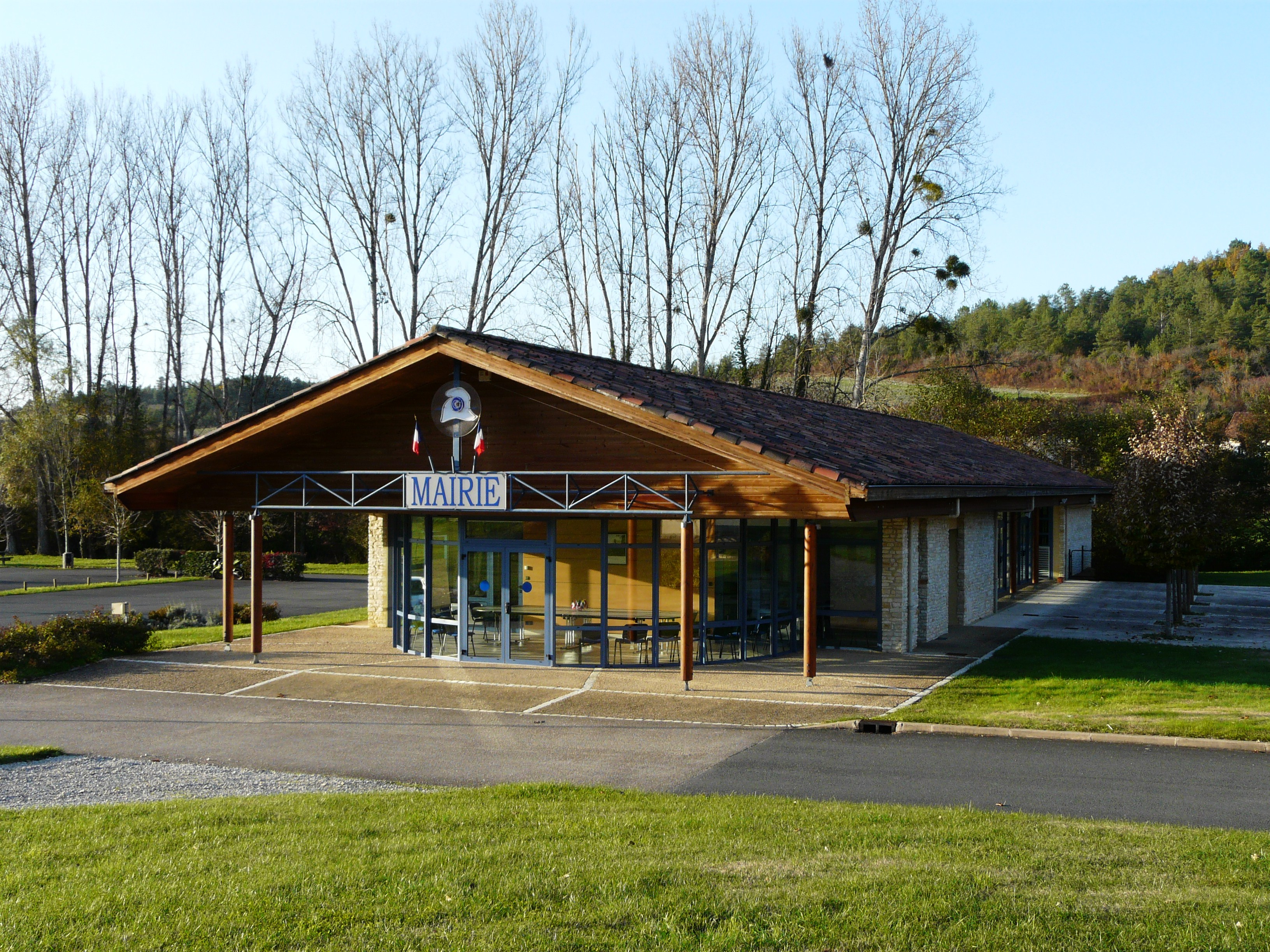
Мэрия
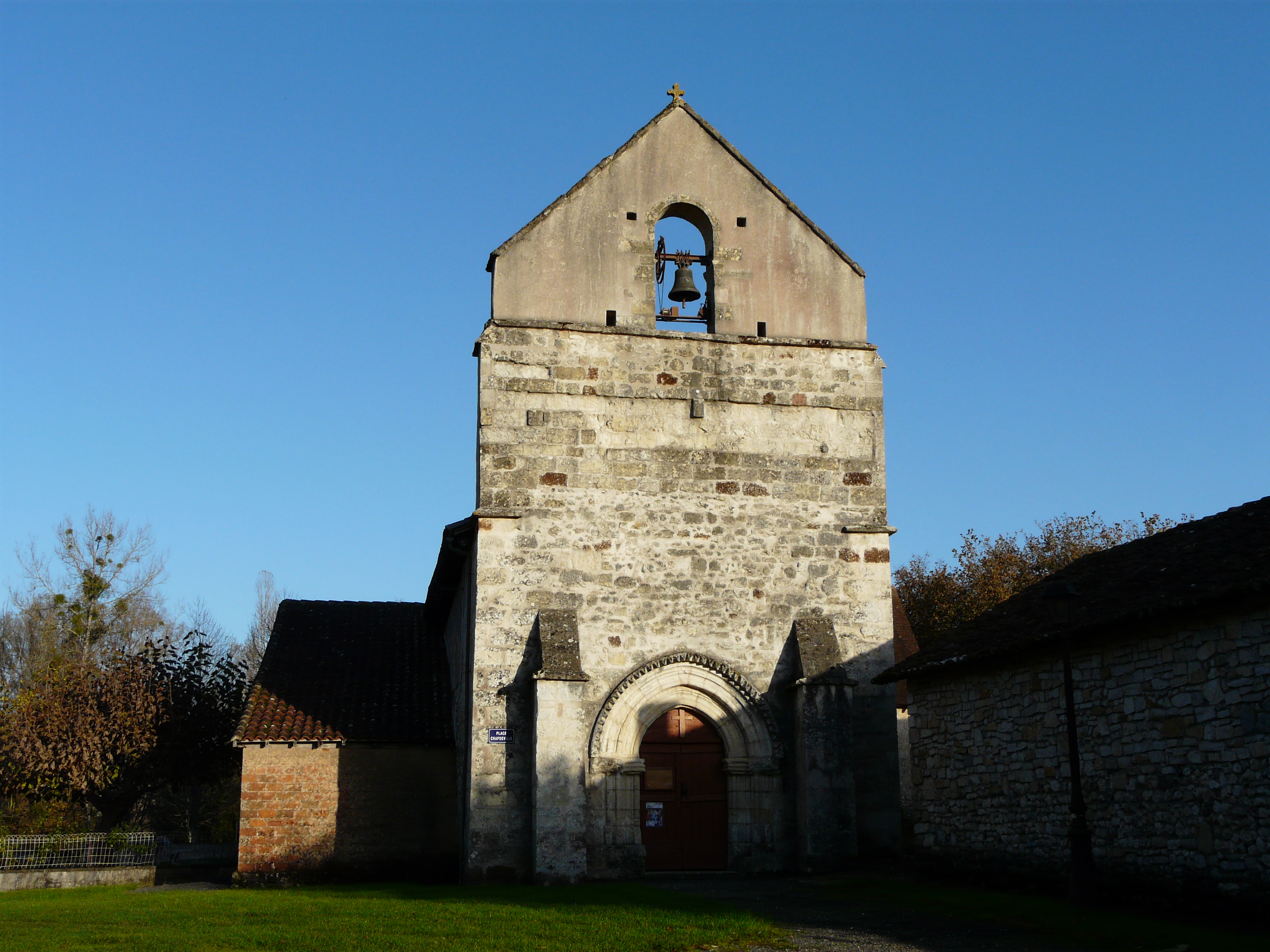
Церковь Св. Криспина
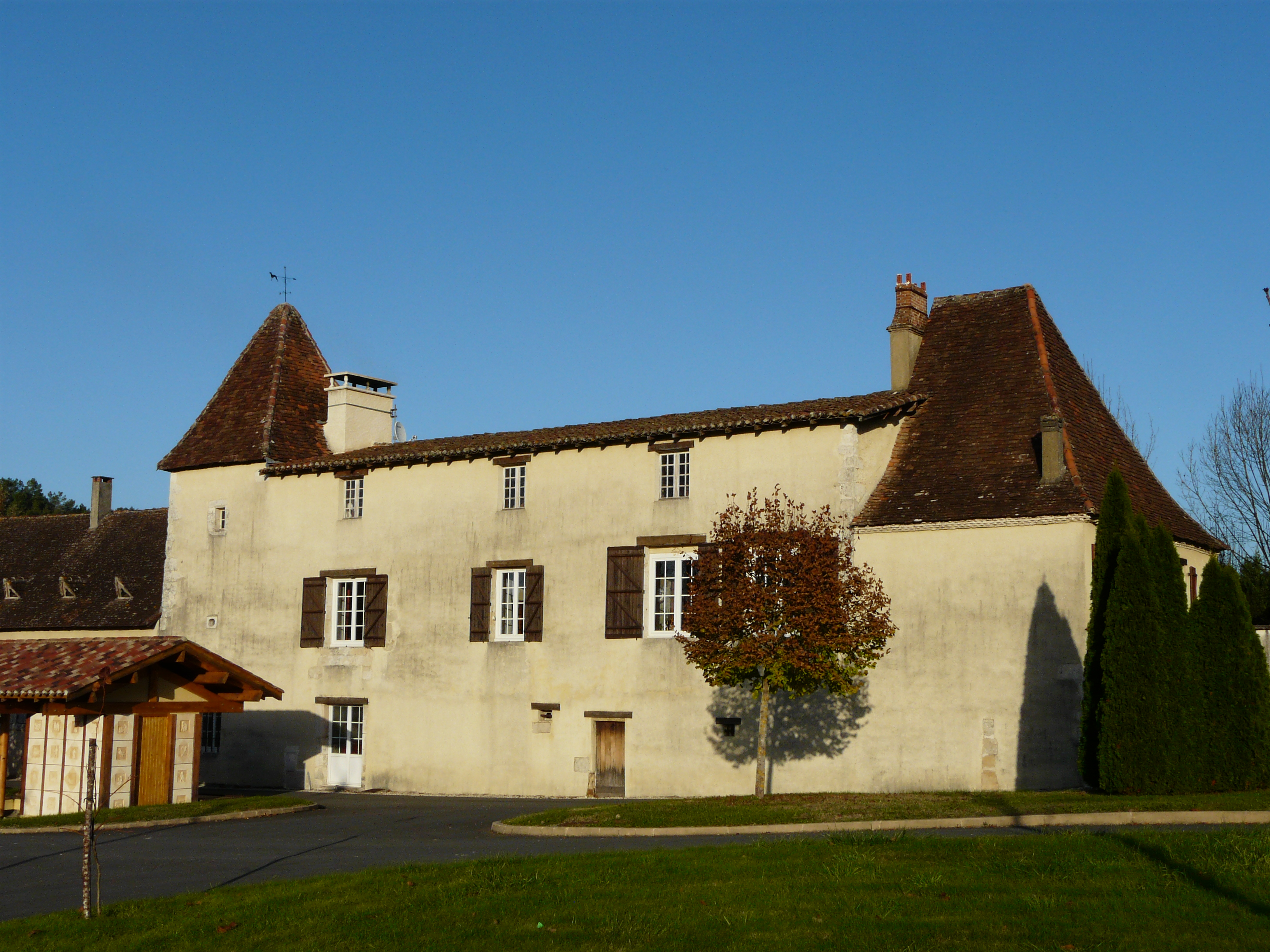
Усадьба
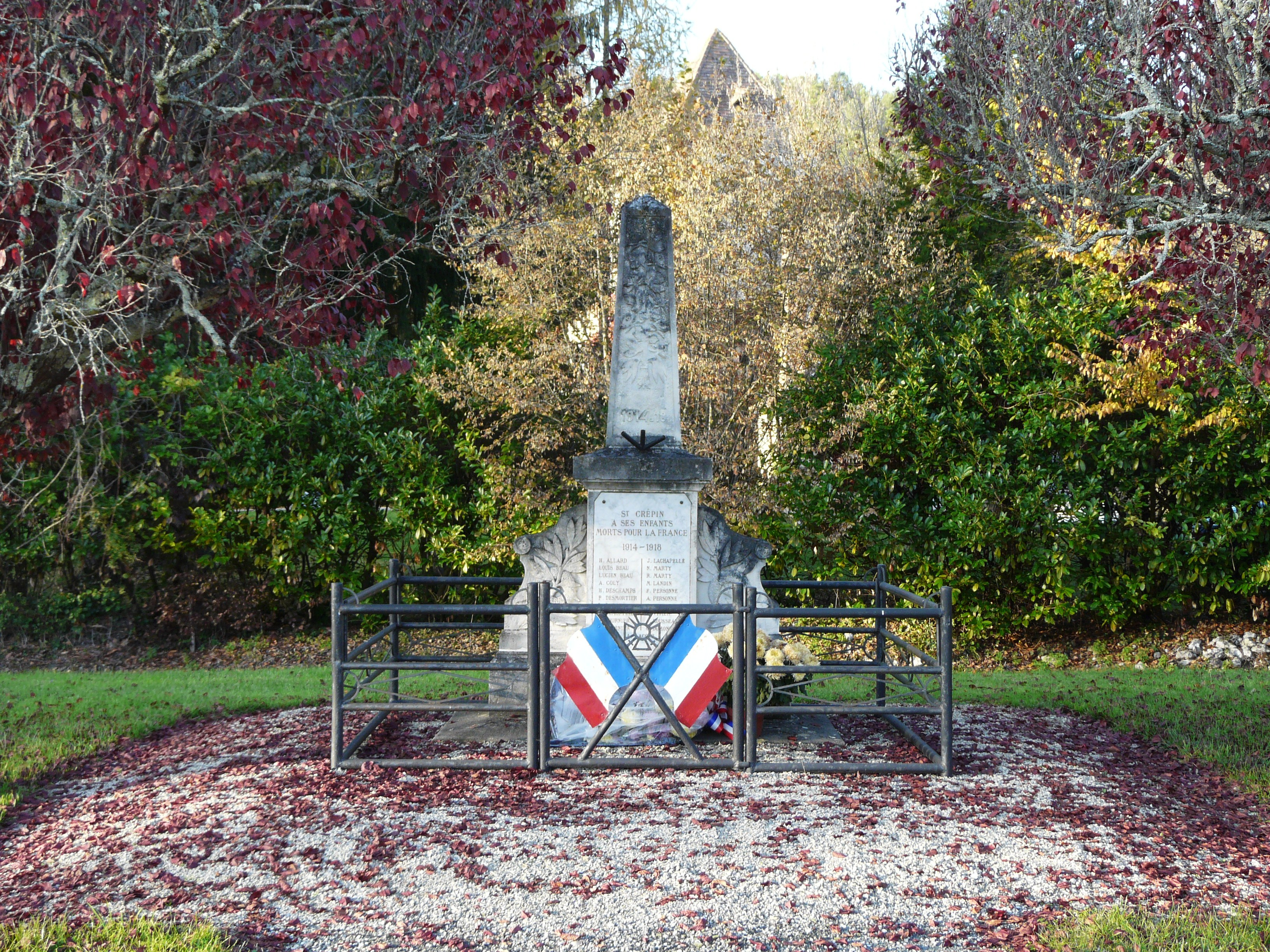
Военный мемориал